# Ryan Paris
Ryan Paris (* 12. März 1953 in Rom; bürgerlich Fabio Roscioli) ist ein italienischer Sänger und Produzent, der 1983 mit dem Lied Dolce Vita im Stil der Italo Disco seinen größten Hit hatte.

## Leben
Paris ist der Sohn eines Malers. Er brach Ende der 1970er Jahre sein Architekturstudium ab, um eine Weltreise anzutreten. 1981 versuchte er sich in Italien als Schauspieler: In dem Sergio-Leone-Film Es war einmal in Amerika hatte er eine Nebenrolle. Seine Schauspielerkarriere war jedoch nicht von besonderem Erfolg gekrönt, woraufhin er sich der Musik widmete.
Seinen bekanntesten Hit landete er 1983 mit Dolce Vita. Das Lied wurde von Pierluigi Giombini komponiert, der Paris entdeckt und gefördert hatte. Giombini besorgte auch Arrangement sowie Produktion und spielte das Klavier ein. Der Text stammt von Paul Mazzolini (Gazebo). Neben Ryan Paris ist auch Fiona Chapelle zu hören. Die Tontechnik verantwortete Giampaolo Bresciani. Der Titel ist an den gleichnamigen Film Das süße Leben (Originaltitel: La Dolce Vita) von Federico Fellini angelehnt. Paris war mit diesem Lied einer der Begründer der Italo-Disco-Welle.
Das Lied stieg auf Platz 5 der Charts in Großbritannien, Platz 3 in Deutschland und in der Schweiz und war auch in den Niederlanden und sogar in Japan hoch platziert. Er blieb allerdings Rosciolis bislang einziger durchschlagender Erfolg. In Großbritannien gewann die Single eine Silberne Schallplatte, in Frankreich und Spanien eine Goldene Schallplatte und in Dänemark sogar eine Platin-Schallplatte.
1989 entschloss sich Paris, Dolce Vita mit Hilfe des Amsterdamer DJs Ben Liebrand erneut zu veröffentlichen, was ihm in den Niederlanden wieder einen Platz unter den Top 20 einbrachte. Später war Paris verstärkt als Produzent tätig, etwa für Coca-Cola. 1994 erhielt sein Titel Mr. Jones in Portugal und Spanien Platin-Status. Im Jahre 2003 gewann er einen German DJ Award in der Kategorie „Best Oldie-Act“. 2007 trat Paris für den Radiosender RFM zusammen mit anderen bekannten Künstlern der 1980er Jahre bei „RFM Party 80“ auf einer Tour durch ganz Frankreich auf.
2010 bemühte sich Ryan Paris mit dem Lied I wanna love you once again um ein Comeback. Komposition und Text stammen von Ryan Paris selbst, produziert wurde es von Eddy Mi Ami. 2013 veröffentlichte er Sensation of love mit Valerie Flor. 2017 sang Ryan Paris erneut Dolce Vita, produziert von Jordi Cubino (David Lyme), für das Benefizalbum "La Marato 2017" in Spanien. Das Album verkaufte sich über 250.000 Mal und wurde im Dezember 2017 die Nummer 1 in den Alben und iTunes-Charts.

## Diskografie

### Alben
- 1984: Ryan Paris
- 2002: The Best Of
- 2000: I Successi
- 2002: Best Of
- 2004: Dolce vita (Doppel-CD)
- 2004: Let’s Do It Together
- 2004: Don’t Let Me Down
- 2016: You are my life (Doppel-CD)

### Singles
- 1983: Dolce vita
- 1984: Fall in Love
- 1984: Paris on My Mind
- 1984: Bluette
- 1985: Harry’s Bar
- 1988: Besoin d’amour
- 1989: Dolce vita (Remix)
- 1991: Dolce vita / Fall in Love
- 1992: The Beat Goes On
- 1993: Don’t Let Me Down
- 1994: Mr. Jones
- 1995: It’s My Life (Gen 64 feat. Ryan Paris)
- 1997: Only for You (Favilli feat. Ryan Paris)
- 1999: Dolce vita ’99
- 2009: Dolce vita (Re-Master)
- 2010: I Wanna Love You Once Again
- 2010: In Love Again
- 2011: Tiki – Tiki – Tiki
- 2012: Parisienne Girl (80’s Remix)
- 2013: Sensation of Love
- 2013: Yo quiero amarte una vez mas
- 2015: Together Again
- 2016: Light in the Dark
- 2016: You’re My Life
- 2017: Buona sera dolce vita (feat. Mauro)
- 2017: Dolce Vita (Jordi-Cubino-Version)
- 2018: Can Delight (Duett mit George Aaron)
- 2020: I Love You je t’aime
- 2020: Good Times